# TOP25
Als TOP25 bezeichnete der deutsche Ingenieurinnenbund (dib) einen Preis, mit dem er anlässlich seines 25-jährigen Bestehens im Jahr 2011 die 25 einflussreichsten Ingenieurinnen Deutschlands auszeichnete. Für die Wahl wurden Frauen mit deutscher Staatsbürgerschaft oder einem Arbeitsort in Deutschland herangezogen, die ein Studium oder eine Promotion in den Ingenieurwissenschaften abgeschlossen hatten. Entscheidend für die finale Auswahl war die aktuelle Position, die die Ingenieurin besetzte. Die Auswahl erfolgte durch eine unabhängige Jury.
Jury-Mitglied Rita Süssmuth sagte zur Auszeichnung TOP25 am 27. September 2011: „Solche Preise heben diese Frauen heraus und zeigen: es hat sich eine Menge verändert. Wir haben heute auswählen müssen! Ich war überrascht, wie viele Frauen es geworden sind. Die Entscheidung war nicht immer einfach. Noch vor 10 Jahren war das Bild ein deutlich anderes.“

## Mitglieder der Jury
- Wolfgang Gollub, Projektleiter der Ingenieurnachwuchskampagne think ING. beim Arbeitgeberverband Gesamtmetall
- Sylvia Kegel, Mitglied des Vorstands des deutschen Ingenieurinnenbundes
- Barbara Schwarze, Vorsitzende des Geschäftsführenden Vorstandes des Kompetenzzentrums Technik-Diversity-Chancengleichheit, Professorin für Gender und Diversity Studies an der Hochschule Osnabrück
- Rita Süssmuth, Bundestagspräsidentin a. D.
- Johann-Dietrich Wörner, Vorstandsvorsitzender des Deutschen Zentrums für Luft- und Raumfahrt

## Die ausgezeichneten Ingenieurinnen
- Martina Beyer, Abteilungsleiterin bei der Ford Werke GmbH
- Andrea Bör, Chief Information Officer (CIO) der Universität des Saarlandes bis Ende Oktober 2011, ab 1. November 2011 Kanzlerin der Universität Passau
- Mai Dang-Goy, Geschäftsführerin der Dussmann Beteiligungs- und Managementgesellschaft mbH
- Ludgera Decking, Alleinige Geschäftsführerin der Rhein-Sieg Abfallwirtschaftsgesellschaft mbH (RSAG)
- Rita Forst, Mitglied des Vorstands der Adam Opel AG & Vice President GM Engineering Europe
- Anja Frank, Abteilungsleiterin im Institut für Raumfahrtantriebe des Deutschen Zentrums für Luft- und Raumfahrt (DLR)
- Nicole Friedrich, Leiterin Produktion Regionalbereich Mitte bei der DB Netz AG
- Kirsten Fust, Geschäftsbereichsleiterin Technischer Netzservice bei E.ON Hanse AG
- Moniko Greif, Professorin und Dekanin des Fachbereichs Ingenieurwissenschaften an der Hochschule RheinMain
- Anke Kaysser-Pyzalla, Wissenschaftliche Geschäftsführerin des Helmholtz Zentrums Berlin für Materialien und Energie GmbH
- Katharina Klemt-Albert, Geschäftsführerin der DB International GmbH
- Ines Kolmsee, MBA, Chief Executive Officer und Chairman of Executive Board der SKW Stahl-Metallurgie Holding AG
- Sabine Kunst, Ministerin für Wissenschaft, Forschung und Kultur des Landes Brandenburg
- Simin Lostar Schräpfer, Leiterin der Endmontage bei der Ford Werke GmbH in Köln
- Anja Neuber, Alleinige Geschäftsführerin der Siempelkamp Giesserei Service GmbH
- Ursula Pfannenmüller, Leiterin der Elektronikproduktion von Brose am Standort Hallstadt
- Simone Purbs, Leiterin des Branchenmanagements Bahn und der Produktlinie Bahnachslager und Sondergehäuse bei Schaeffler Technologies GmbH
- Stefanie Reese, Leiterin des Lehrstuhls und des Instituts für Angewandte Mechanik der RWTH Aachen
- Gabriele Riedmann de Trinidad, Senior Vice President Strategic Market Energy bei der T-Systems International GmbH
- Doris Schmitt-Landsiedel, Ordinaria des Lehrstuhls für Technische Elektronik der TU München
- Kira Stein, Vorstandsmitglied des Deutschen Frauenrats
- Stefanie von Andrian-Werburg, Leiterin des Bereichs Verfahrenstechnik/Dampferzeuger bei der EnBW Kraftwerke AG
- Susanne von Arciszewski, Senior Manager / Head of Furnishing and Completion FAL A380 Hamburg bei Airbus Operations GmbH
- Marion Weissenberger-Eibl, Leiterin des Fraunhofer-Instituts System- und Innovationsforschung (ISI)
- Michele Zimmermann, Werkleiterin bei BorgWarner Transmission Systems

## Publikationen
- Anne Rasmus: Die weibliche Seite des Ingenieurs. in: Frankfurter Rundschau vom 28. September 2011.
- Die 25 einflussreichsten Ingenieurinnen Deutschlands 2011. Plakat des deutschen Ingenieurinnenbundes.